# Aki Kaurismäki
Aki Kaurismäki (prononcé en finnois /ˈɑki ˈkɑurismæki/) est un réalisateur finlandais, né le 4 avril 1957 à Orimattila.

## Biographie

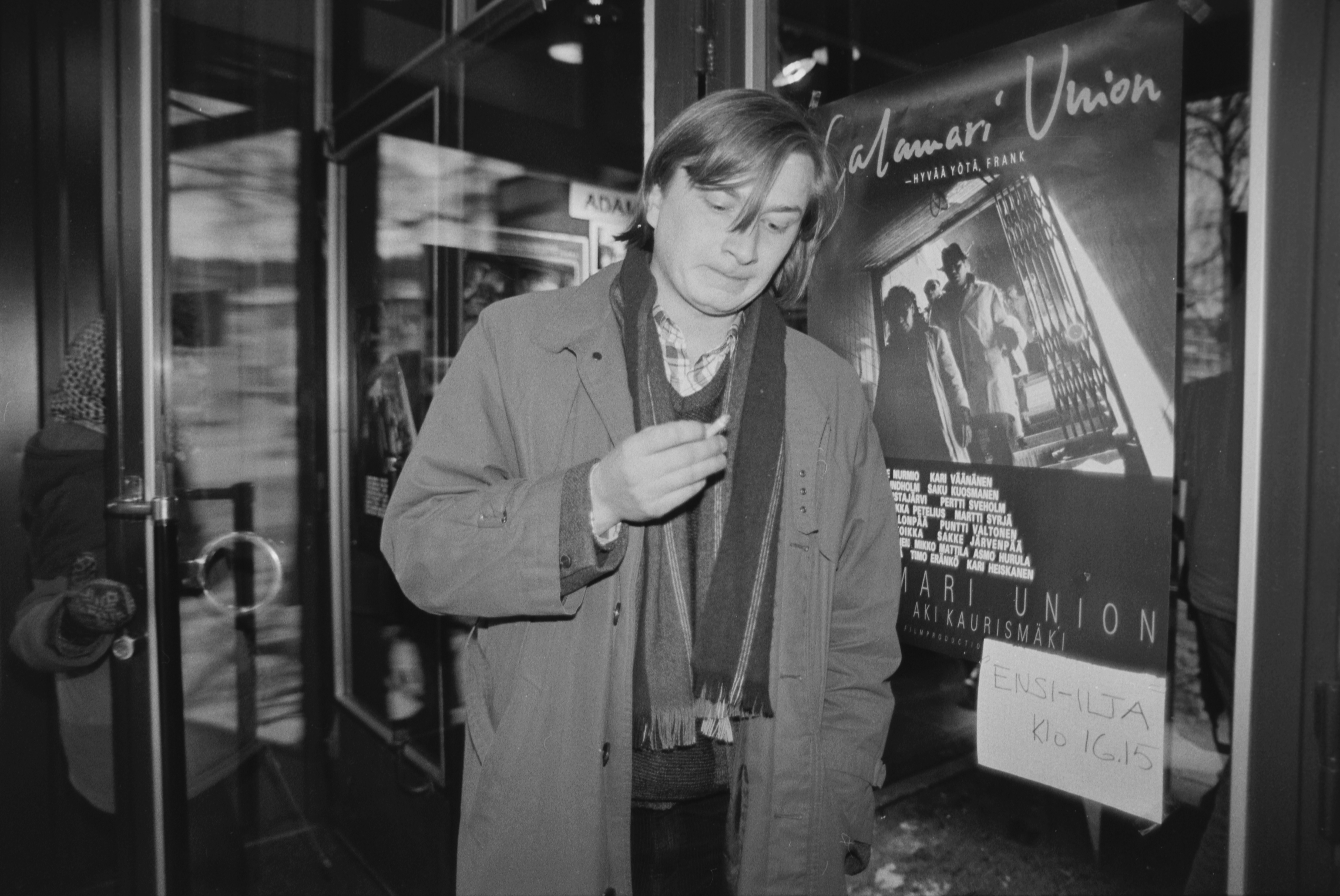
Aki Kaurismaki en 1985

Aki Kaurismäki nait à Orimattila et passe sa jeunesse dans différentes communes comme Toijala ou Kouvola où il est membre actif des ciné-clubs.
Aki Kaurismäki prépare son baccalauréat au lycée de Kankaanpää et l'obtient en 1973.
À la fin des années 1970, il étudie le journalisme pendant trois ans à l'université de Tampere. Il dit à ce propos qu'il « regrette de ne pas avoir passé ces trois années dans une école professionnelle, le métier de menuisier ou d'électricien aurait eu au moins une utilité ».
À Tampere, il s'investit beaucoup dans le cinéma.
Il est membre du ciné-club Monroe, il participe à l'organisation du Festival du film de Tampere, il est critique de films et autres sujets culturels pour la revue Aviisi des étudiants de Tampere.
Au tout début, Aki souhaitait devenir écrivain mais finalement il préfère le cinéma,,.
Son frère aîné, Mika Kaurismäki, est lui aussi réalisateur.

## Carrière

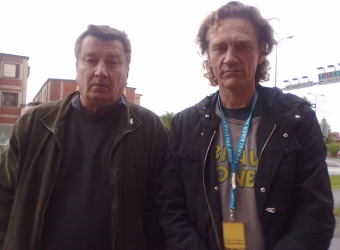
Aki Kaurismäki (à gauche) et l'acteur Ville Virtanen en 2011.

À Helsinki, Aki Kaurismäki, qui fréquente diverses cinémathèques de la région, rédige des critiques de films. Il est recalé à l'entrée de l'école de cinéma où on le juge trop cynique, il apprend donc sur le tas. Pour gagner sa vie, il exerce une grande variété de métiers (facteur, ouvrier du bâtiment, etc.). Le reste du temps il voit beaucoup de films dans les circuits Art et Essai et commerciaux, et il lit.
Le début de sa carrière cinématographique est marqué par une étroite collaboration avec son frère Mika : dès son film de fin d'étude Le Menteur (1981), il joue dans ses films, il en écrit les scénarios et coréalise certains d'entre eux. Son premier long métrage, en 1983, est une adaptation remarquée du roman de Dostoïevski Crime et Châtiment. En 1985, il enchaîne avec Calamari Union, un film tout à fait différent, qui n'aura pas à pâtir d'une comparaison avec le précédent. Kaurismäki admire l'œuvre de Teuvo Tulio, son « maître » en cinéma. Amoureux de la Nouvelle Vague, il donne le nom de Villealpha à sa maison de production, en hommage au film Alphaville de Jean-Luc Godard.
Sa production commence à attirer l'attention dans les festivals, notamment le loufoque et musical Leningrad Cowboys Go America (1989), qui connaîtra une suite, Les Leningrad Cowboys rencontrent Moïse (1994), elle-même entourée de divers courts-métrages et suivie d'une captation live des Leningrad Cowboys et Chœurs de l'Armée rouge : Total Balalaika Show (en) (1994). Le réalisateur obtient une large reconnaissance internationale avec La Fille aux allumettes (1990), troisième volet de sa Trilogie du prolétariat où jouent ses deux acteurs préférés Matti Pellonpää et Kati Outinen.
Il tourne ensuite notamment J'ai engagé un tueur avec Jean-Pierre Léaud qu'il admire depuis toujours et avec lequel il devient très ami. Il adapte l'opéra La Bohème (La Vie de bohème), avec des acteurs français et Matti Pellompää, puis il réalise, en 1999, un remake muet du classique du cinéma finlandais Juha. Au Festival de Cannes 2002 son film L'Homme sans passé reçoit le Grand Prix et le Prix d'interprétation féminine et, en 2003, il est nommé aux Oscars 2003 pour le prix du meilleur film en langue étrangère.
Il écrit et réalise Le Havre, un film finno-franco-allemand, sélectionné pour le Festival de Cannes 2011, salué par la critique, et qui reçoit le Prix Louis-Delluc en 2011.
Aki Kaurismäki a joué un rôle important dans la création, en 1985, du Midnight Sun Film Festival (Festival du film du soleil de minuit) à Sodankylä en Laponie. Il a également été, un temps, l'attaché de presse du festival du court-métrage de Tampere.
En 2017, sort sur les écrans le deuxième volet de sa Trilogie des migrants, L'Autre Côté de l'espoir, très bien accueilli. Le cinéaste annonce néanmoins qu'il n'achèvera pas sa trilogie et il prend sa retraite après ce film. Il en sort en 2022 pour tourner Les Feuilles mortes, une tragi-comédie qui complète sa Trilogie du prolétariat.

## Filmographie

### Réalisateur

#### Longs métrages
- 1981 : Le Syndrome du lac Saimaa (en) (Saimaa-ilmiö), coréalisé avec Mika Kaurismäki (docu.)
- 1983 : Crime et Châtiment (Rikos ja rangaistus)
- 1985 : Calamari Union
- 1986 : Ombres au paradis (Varjoja paratiisissa) [trilogie du prolétariat]
- 1987 : Hamlet Goes Business (Hamlet liikemaailmassa)
- 1988 : Ariel [trilogie du prolétariat]
- 1989 : Les Mains sales (fi) (Likaiset kädet), (TV)
- 1989 : Leningrad Cowboys Go America
- 1990 : La Fille aux allumettes (Tulitikkutehtaan tyttö) [trilogie du prolétariat]
- 1990 : J'ai engagé un tueur
- 1992 : La Vie de bohème (Boheemielämää)
- 1994 : Tiens ton foulard, Tatiana (Pidä huivista kiinni, Tatjana)
- 1994 : Les Leningrad Cowboys rencontrent Moïse (Leningrad Cowboys Meet Moses)
- 1994 : Total Balalaika Show (en) (docu.)
- 1996 : Au loin s'en vont les nuages (Kauas pilvet karkaavat) [trilogie « Finlande »]
- 1999 : Juha
- 2002 : L'Homme sans passé (Mies vailla menneisyyttä) [trilogie « Finlande »]
- 2006 : Les Lumières du faubourg (Laitakaupungin valot) [trilogie « Finlande »]
- 2011 : Le Havre [trilogie des migrants]
- 2017 : L'Autre Côté de l'espoir (Toivon tuolla puolen) [trilogie des migrants]
- 2023 : Les Feuilles mortes (Kuolleet lehdet) [complément à la trilogie du prolétariat]

#### Courts métrages
- 1986 : Rocky VI (en), Real. Scen. Prod.
- 1987 : Thru the Wire, Real. Scen. Prod.
- 1987 : Rich Little Bitch
- 1987 : L.A. Woman
- 1991 : Those Were The Days
- 1992 : These Boots
- 1994 : Välittäjä
- 2002 : Ten Minutes Older : The Trumpet - segment Dogs Have No Hell
- 2004 : Visions of Europe - segment Bico
- 2007 : Chacun son cinéma - Segment La Fonderie
- 2012 : Tavern Man

### Scénariste
- 1981 : Le Menteur (Valehtelija) de Mika Kaurismäki
- 1982 : Jackpot 2 de Mika Kaurismäki
- 1982 : Arvottomat (en) de Mika Kaurismäki
- 1984 : Klaani - tarina Sammakoitten suvusta de Mika Kaurismäki
- 1985 : Calamari Union
- 1985 : Rosso de Mika Kaurismäki
- 1986 : Rocky VI (en) (court métrage)
- 1986 : Ombres au paradis (Varjoja paratiisissa)
- 1987 : Thru the Wire (c.m.)
- 1987 : Tilinteko de Veikko Aaltonen
- 1987 : Hamlet Goes Business (Hamlet liikemaailmassa)
- 1988 : Ariel
- 1989 : Les Mains sales (fi) (Likaiset kädet), (TV)
- 1989 : Leningrad Cowboys Go America
- 1990 : La Fille aux allumettes (Tulitikkutehtaan tyttö)
- 1990 : J'ai engagé un tueur
- 1992 : La Vie de bohème (Boheemielämää)
- 1994 : Tiens ton foulard, Tatiana (Pidä huivista kiinni, Tatjana)
- 1994 : Les Leningrad Cowboys rencontrent Moïse (Leningrad Cowboys Meet Moses)
- 1996 : Au loin s'en vont les nuages (Kauas pilvet karkaavat)
- 1999 : Juha
- 2002 : L'Homme sans passé (Mies vailla menneisyyttä)
- 2002 : Dogs Have No Hell, épisode de 10 minutes dans le film Ten Minutes Older : The Trumpet
- 2004 : Bico, épisode du film Visions of Europe
- 2006 : Les Lumières du faubourg (Laitakaupungin valot)

### Acteur
- 1981 : Le Menteur (Valehtelija) de Mika Kaurismäki
- 1982 : Arvottomat (en) de Mika Kaurismäki
- 1983 : Crime et Châtiment (Rikos ja rangaistus)
- 1985 : Calamari Union
- 1995 : Iron Horsemen, de Gilles Charmant
- 2004 : Aaltra, de Benoît Delépine et Gustave Kervern

### Producteur
- 1981 : Le Syndrome du lac Saimaa (en) (Saimaa-ilmiö), coréalisé avec Mika Kaurismäki (docu.)
- 1985 : Calamari Union
- 1986 : Rocky VI (en) (court métrage)
- 1987 : Thru the Wire (c.m.)
- 1987 : Tilinteko de Veikko Aaltonen
- 1987 : Hamlet Goes Business (Hamlet liikemaailmassa)
- 1988 : Ariel
- 1989 : Leningrad Cowboys Go America
- 1990 : La Fille aux allumettes (Tulitikkutehtaan tyttö)
- 1990 : J'ai engagé un tueur
- 1992 : La Vie de bohème (Boheemielämää)
- 1994 : Tiens ton foulard, Tatiana (Pidä huivista kiinni, Tatjana)
- 1994 : Les Leningrad Cowboys rencontrent Moïse (Leningrad Cowboys Meet Moses)
- 1995 : Iron Horsemen, de Gilles Charmant
- 1996 : Au loin s'en vont les nuages (Kauas pilvet karkaavat)
- 1999 : Juha
- 2002 : L'Homme sans passé (Mies vailla menneisyyttä)
- 2002 : Dogs Have No Hell, épisode de 10 minutes dans le film Ten Minutes Older : The Trumpet
- 2004 : Bico, épisode du long métrage Visions of Europe
- 2006 : Les Lumières du faubourg (Laitakaupungin valot)
- 2011 : Le Havre

## Distinctions

### Récompenses
- Festival de Cannes 2002 : Grand Prix pour L'Homme sans passé
- Prix des nuits noires 2006
- Prix Louis-Delluc 2011 pour Le Havre
- Berlinale 2017 : Ours d'argent du meilleur réalisateur pour L'Autre Côté de l'espoir
- Grand prix de la FIPRESCI 2017 pour L'Autre Côté de l'espoir
- Médaille d'or du Círculo de Bellas Artes 2018
- Festival de Cannes 2023 : Prix du jury pour Les Feuilles mortes

### Nominations
- César 2012 : César du meilleur réalisateur pour Le Havre

### Documentaire
- 2000 : Aki Kaurismaki, coll. Cinéastes de notre temps, réalisé par Guy Girard (édité en DVD en 2005 par MK2)